# Gennaro Capuozzo
Gennaro Capuozzo   (Nàpols, 22 de juny de 1932 - Nàpols, 29 de setembre de 1943) conegut també com Gennarino, va ser un nen partisà italià. Heroi de guerra, va morir als onze anys durant les «Quatre jornades de Nàpols», la revolta popular que va permetre l'alliberament de la ciutat italiana de l'ocupació alemanya durant la Segona Guerra Mundial.

## Biografia
Gennaro Capuozzo era un nen napolità d'onze anys que treballava d'aprenent, la seva mare es deia Concetta i tenia tres germans més, vivien en un petit local i el seu pare havia marxat a la guerra.
Després de l'Armistici de Cassibile del 3 de setembre de 1943 i la proclamació del General Pietro Badoglio del 8 de setembre de 1943, l'exèrcit italià va quedar sense comandaments i les tropes alemanyes van prendre el control de la situació, quedant el país dividit i en guerra civil fins a l'alliberament del 25 abril 1945. A la ciutat de Nàpols, després d'una fase inicial de confusió, el 27 de setembre de 1943 la població es va revoltar, en l'episodi bèlic conegut com Le quattro giornate di Napoli.
Capuozzo va ser un dels insurgents més joves que van participar en els combats contra els nazis. Tal com es narra a la pel·lícula Les quatre jornades de Nàpols (1962), Gennarino va morir a causa d'una explosió, en la batalla de la via Santa Teresa degli Scalzi, mentre llançava granades de mà contra els tancs alemanys des de la terrassa de l'institut Maestre Pie Filippini. Per aquest acte de valentia, va ser condecorat pòstumament amb la Medalla d'Or al Valor Militar.

## Honors
- Medaglia d'oro al valore Militare (alla Memoria)

«Amb poc més d'onze anys, durant les jornades insurreccionals de Nàpols, Gennarino Cappuozzo va participar activament en els enfrontaments contra les tropes nazis, primer proveint de munició els patriotes i després empunyant ell mateix les armes. En una de les accions contra els tancs alemanys, dempeus, desafiant la mort, entre dos dels revoltats que obrien foc, amb indòmit coratge va llençar granades de ma, fins que un esclat li va causar la mort, juntament amb el combatent de la metralladora que estava al seu costat.
Aquest nen prodigiós va ser l'admirable exemple d'una precoç valentia i un sublim heroisme. Nàpols, 28-29 setembre 1943.»

## Dedicatòries
A Gennaro Capuozzo han estat dedicades:
- La pel·lícula Els quatre dies de Nàpols de Nanni Loy de 1962, que també explica la seva història.[10]
- La placa a l'Institut de les Mestres Pies Filippini a la via Santa Teresa degli Scalzi de Nàpols, on va ser assassinat.[11]
- Via Gennaro Capuozzo a Nàpols
- Via Gennaro Capuozzo a Carovigno ( BR )
- Via Gennaro Capuozzo a Mirabella Eclano ( AV )
- Via Gennaro Capuozzo a Rímini
- Via Gennaro Capuozzo a Roma
- Via Gennaro Capuozzo a San Giorgio a Cremano ( NA )
- Via Gennaro Capuozzo a Torre Annunziata ( NA )
- l'Institut Integral Gennaro Capuozzo («escola bressol, primària i secundària» al Centro Direzionale de Nàpols[12]
- l'Escola bressol Gennaro Capuozzo del districte educatiu Marconi Collegno «escola bressol i primària de primer grau» de Collegno (Torí)[13]
- l'Escola primària Gennaro Capuozzo de l'Institut Integral Cesco Baseggio de Venècia - Marghera[14]
- Premi Literari i Artístic Gennaro Capuozzo, establert el 2007 per la I. C. Gennaro Capuozzo de Nàpols[15]